# Venturia pullata
Venturia pullata är en stekelart som beskrevs av David B. Wahl 1987. Venturia pullata ingår i släktet Venturia och familjen brokparasitsteklar. Inga underarter finns listade i Catalogue of Life.